# Непиль (река)
Непиль (устар. Непитль) — река в России, протекает по территории Крымского района Краснодарского края. Устье реки находится сейчас в Варнавинском сбросном канале.

## Название
Название не имеет ясного происхождения: по мнению Ковешникова, либо от адыг. Нэфылъ — «заря», либо от адыг. Нэф («свет») + тюрк. ильипи («сверкающий»).

## Географические сведения
Длина реки — 12 км, площадь водосборного бассейна — 43,8 км². У реки есть два сравнительно крупных правых притока — речка Калабатка и ерик Чубак.
На реке расположены поселения:
- х. Анапский
- х. Непиль
- х. Новокалиновка

## Данные водного реестра
По данным государственного водного реестра России относится к Кубанскому бассейновому округу, водохозяйственный участок реки — Варнавинский Сбросной канал. Речной бассейн реки — Кубань.
Код объекта в государственном водном реестре — 06020002012108100006160.